# Dieter Bast
Dieter Bast (ur. 28 sierpnia 1951 w Oberhausen) – niemiecki piłkarz występujący na pozycji obrońcy lub pomocnika.

## Kariera klubowa
Bast jako junior grał w zespole Sterkrade 06/07. W 1970 roku trafił do Rot-Weiss Essen z Bundesligi. W lidze tej zadebiutował 28 sierpnia 1970 roku w wygranym 4:0 pojedynku z 1. FC Kaiserslautern. 6 lutego 1971 roku w przegranym 2:5 spotkaniu z tym samym zespołem strzelił pierwszego gola w Bundeslidze. W tym samym roku spadł z zespołem do Regionalligi West, ale w 1973 roku wrócił z nim do Bundesligi. W Essen grał przez siedem lat.
W 1977 roku Bast odszedł do VfL Bochum, także grającego w Bundeslidze. Pierwszy ligowy mecz zaliczył tam 6 sierpnia 1977 roku przeciwko Borussii Mönchengladbach (0:0). Przez sześć lat w barwach Bochum rozegrał 192 spotkania i zdobył 24 bramki. W 1983 roku przeniósł się do innego pierwszoligowca, Bayeru 04 Leverkusen. Zadebiutował tam 13 sierpnia 1983 roku w przegranym 1:2 pojedynku z Bayernem Monachium. Graczem Bayeru był przez trzy lata.
W 1986 roku Bast wrócił do Rot-Weiss Essen, grającego teraz w 2. Bundeslidze. W 1989 roku zakończył tam karierę.

## Kariera reprezentacyjna
W 1984 roku Bast został powołany do kadry na Letnie Igrzyska Olimpijskie, które piłkarze RFN zakończyli na ćwierćfinale. Wcześniej grał w reprezentacji RFN U-23 oraz reprezentacji B.